# Basiliek van Guadalupe

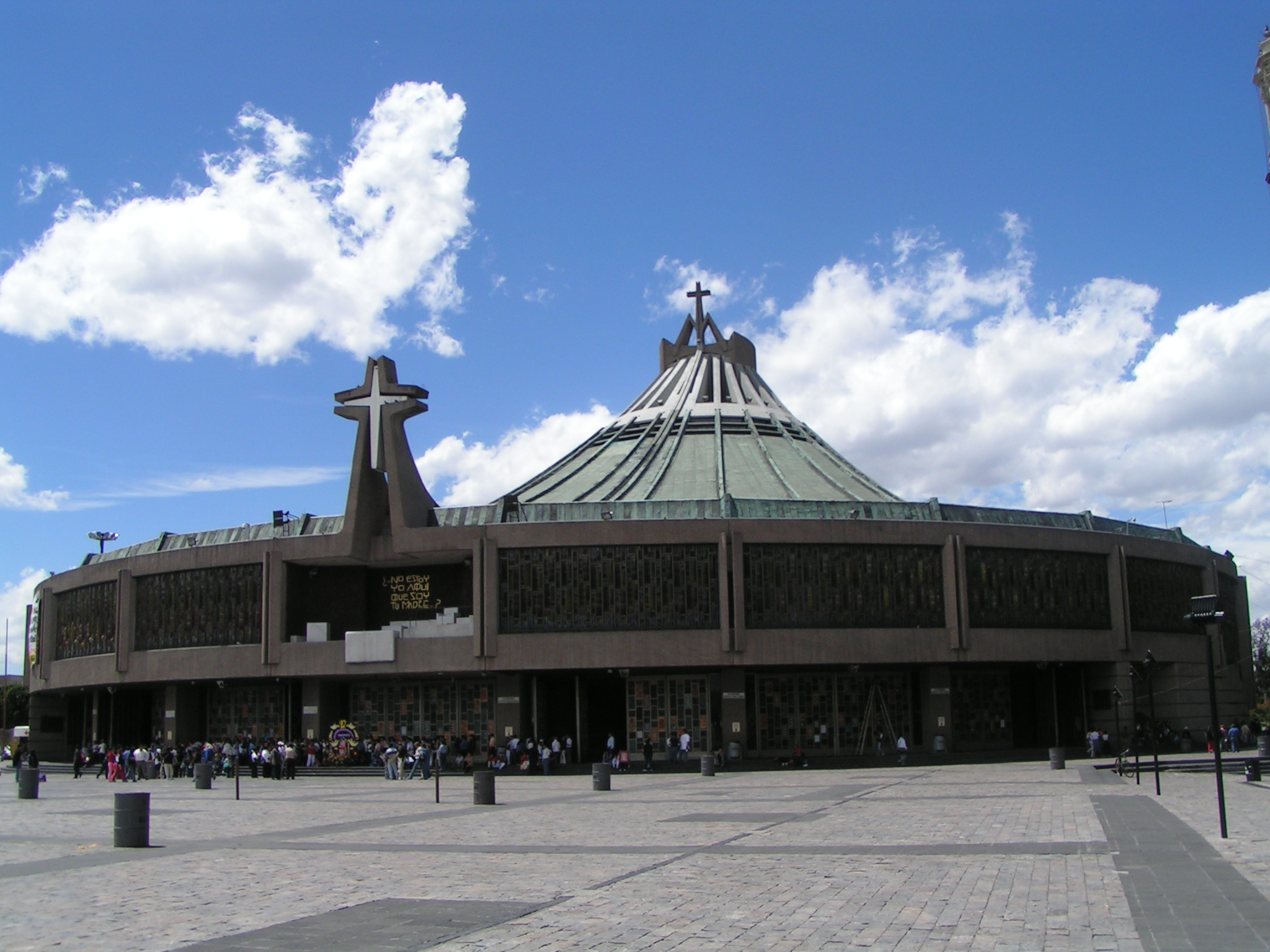
De nieuwe basiliek

De Basiliek van Guadalupe (Spaans: Basílica de Santa María de Guadalupe) is een basiliek, of eigenlijk twee basilieken, in de gemeente  Gustavo A. Madero in Mexico-Stad. De kerken zijn gebouwd op de heuvel Tepeyac, waar Onze-Lieve-Vrouw van Guadalupe in 1531 aan Juan Diego zou zijn verschenen. De beeltenis van de maagd van Guadelupe bevindt zich hier.
De bouw van de oudste van de twee kerken is begonnen in 1531. Hij was pas voltooid in 1709. Deze kerk kenmerkt zich door een Dorisch interieur met standbeelden van Juan Diego en Juan de Zumárraga, de eerste bisschop van Mexico. Paus Pius X kende deze kerk in 1904 de status van basiliek toe. In 1921 werd een bomaanslag gepleegd op deze kerk. De beeltenis van de O.L.V. van Guadalupe werd hierdoor nauwelijks beschadigd.

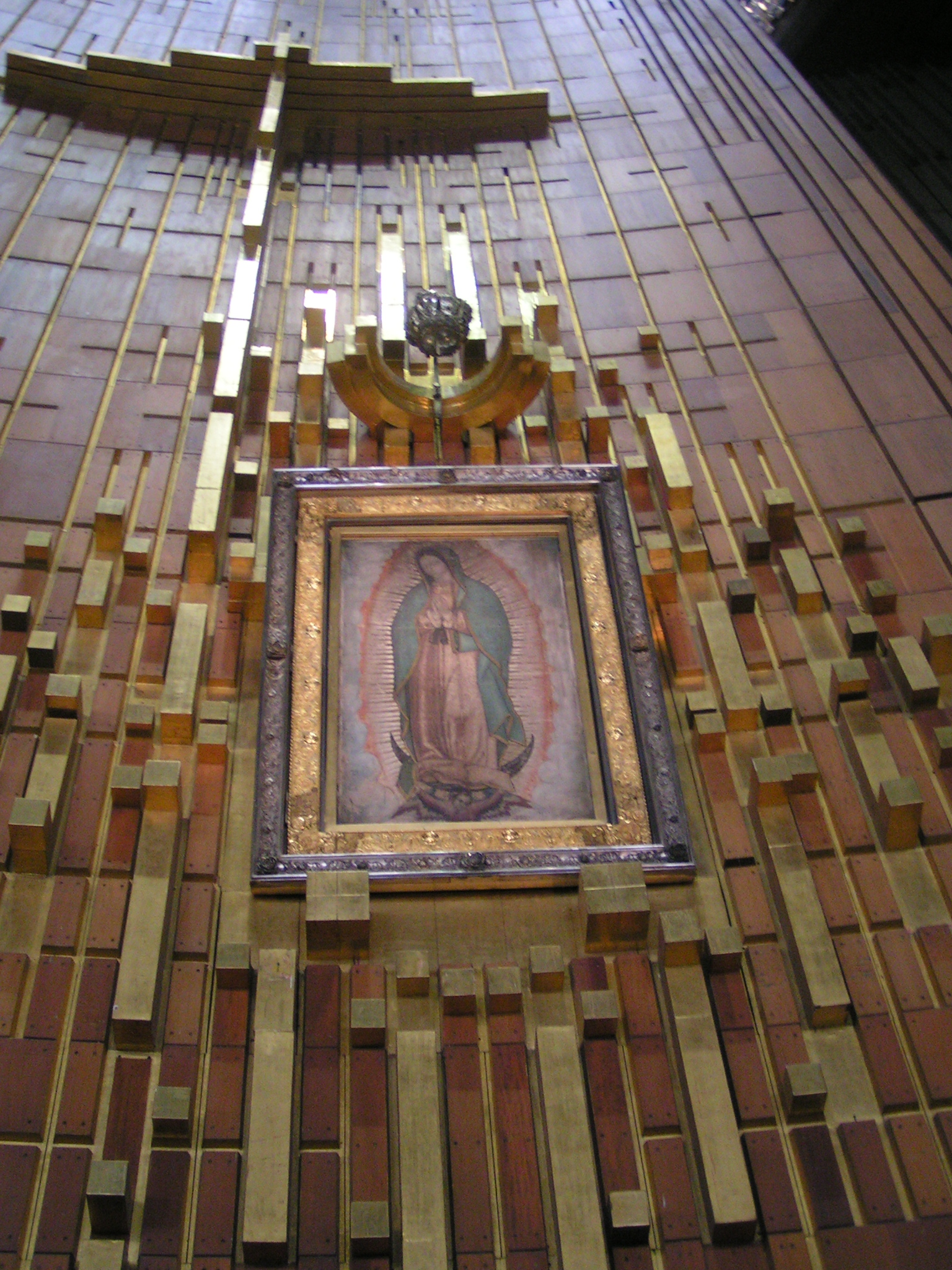
De originele tilma van Juan Diego, boven het altaar

Aangezien Mexico-Stad op een voormalig meer is gebouwd vinden er vaak verzakkingen plaats. De basiliek raakte hierdoor zwaar beschadigd. Tussen 1974 en 1976 werd er daarom een nieuwe basiliek naast gebouwd. De beeltenis werd hiernaartoe overgeplaatst. De nieuwe basiliek is gebouwd om een groot aantal bezoekers te verwerken, er kunnen maximaal 40.000 mensen tegelijk naar binnen.
De basiliek is een belangrijk bedevaartsoord. Het wordt door miljoenen mensen per jaar bezocht, en is daarmee op Rome na het meeste bezochte christelijke bedevaartsoord. Voornamelijk op 12 december, de feestdag van de Maria van Guadalupe, is er erg druk.